# Alice Tegnér
Alice Charlotta Tegnér (suec: [aˈliːs tɛŋˈneːr]) (Karlshamn, Suècia, 12 de març de 1864 – Djursholm, Suècia, 26 de maig de 1943) fou una reconeguda professora de música, compositora, organista i poetessa sueca. És considerada i reconeguda com una de les compositores de cançons infantils més important de finals del s.XIX i la primera meitat del s.XX. Des de 1940, amb motiu del seu 75è aniversari la Societat Sueca de Mestres d'Escoles Primàries passa a ser la Fundació Alice Tegnér, ja que va proporcionar part dels seus fons a aquesta institució. Des d'aleshores contribueix al desenvolupament de l'educació vocal-musical a les escoles de primària de tota Suècia.

## Biografia
Alice Sandström va néixer a Karlshamn el 1864 sent la segona dels quatre fills d'Eduard i Sophie Sandström. El seu pare era mariner, i passava llargues temporades fora de casa, així que, en gran manera, va créixer amb la seva germana gran, Nanna, i els seus dos germans menors, John i Eduard. Als 3 anys va començar a intrigar-se per la pràctica i l'aprenentatge musical, i mostrava moltes aptituds envers la música. El seu pare era gran amant de la música, i va quedar encantat d'aquest fet, tot i haver-se de comunicar, normalment, via carta amb la seva família. Eduard tenia un piano a la cabina del vaixell, i va ser allà on Alice va començar a compondre les seves primeres obres d'infantesa. Alice tenia oïda absoluta, i una gran memòria musical, i això va fer, en certa manera, que es decantés pel món musical. Als 6 anys, el 1870, va començar a donar classes de piano i de llenguatge musical, i als 8 anys, el 1872, va fer la seva primera audició pública, acompanyant a un famós cantat de l'època en un concert. Va començar a estudiar amb l'organista Karlshamn Carl Fredrik Ullman i posteriorment amb Wilhelm Theodor Söderberg. El seu pare seguia el progrés de la seva filla, i, des de cada port enviava trossos de partitures amb comentaris personals per a la seva filla. Alice va començar a compondre petites composicions per quan el seu pare tornava d'un viatge llarg per tal de sorprendre'l. El 1879 va ocórrer un fet que va xocar molt a la família Tegnér. Eduard, el seu pare, va morir en un accident del seu vaixell. Alice va rebre un cop bastant dur amb aquest fet, i sovint buscava concili amb el piano quan sentia dolor o pena. La seva il·lusió i fita era estudiar a la Reial Acadèmia de Música de la capital, però a causa de l'economia, tant familiar com del país, va haver d'anar a estudiar al Seminari de Mestres Superiors d'Estocolm., on va cursas els seus estudis superiors musicals.
En finalitzar els seus estudis superiors va marxar a Finlàndia un any a fer el doctorat, on ho va compaginar amb un petit càrrec polític abans de tornar a Suècia l'any següent. Va estar donant classes a nens, en concret els fills de Frans Beijer, l'estiu de 1884, on va conèixer el seu futur marit, Jakob Tegnér, amb qui es casaria el 1885. El matrimoni va tenir 2 fills, Gösta Tegnér, nascut el 1887, i Torsten Tegnér, nascut el 1888. La mare va seguir prenent classes de cant i composició, i tot el que aprenia i havia après fins al moment ho anava transmetent als seus fills.
El 1891 la família Tegnér es va mudar a la vila de Djursholm, als afores d'Estocolm, on van viure en una casa dins una comunitat. Era una família molt sociable, on constantment s'hi reunia gent de tota la vila per sopar i fer vida a cultural/social a casa els Tegnér. La casa disposava d'un petit orgue i una sala de música. Els fills dels Tegnér cantaven les composicions que Alice componia i havia compost, i els seus companys i amics van començar a cantar les mateixes cançons que aprenien els nens a casa amb sa mare. Alice, per tant, es va convertir, en certa manera, en la líder musical i cultural de la zona. D'aquesta manera, la compositora va conrear i difondre el primer recull de cançons per a infants, i el 1892 va publicar, gràcies a Fredrik Nordlund, la primera col·lecció de «Пой вместе с нами, мама!» ("Canta amb nosaltres, mare!"). Es van seguir publicant col·leccions d'aquest recull, en concret 8, amb molt bona rebuda fins al 1934. Alice va seguir donant classes de piano, component i fent concerts. Va estar acompanyant amb el piano els nens de l'escola de Djursholm, va ser mestra a la universitat de Djursholm i des de 1898 a la capella de Djursholm. Al seu marit el preocupava que aquest estil de vida fos durador, especialment amb els concerts que feia fora la vila.
El 1895, la família va decidir trobar un ambient diferent pels seus fills, ja que per recomanació del doctor dels nens aquests havien de viure en un lloc d'aire sa i saludable. Així doncs, van decidir anar a les terres altes de Småland. Van llogar la granja Södra Äng, on poc després van construir, en un lloc aïllat, la Vila Sola. Des de llavors van seguir visquent en un ambient pur i saludable. Un paradís, segons explica Torsten en les seves memòries.
Anys després va morir el seu marit, fet que va xocar a la família sencera. Alice va seguir component obres, vocals i per a infants sobretot, i en menor quantitat d'instrumentals. D'ençà la mort de Jacob va seguir treballant en el camp de la pedagogia musical i com a concertista fins als 79 anys. El 26 de maig de 1943 va morir, i en un sentit vetllatori per part del poble posteriorment va ser enterrada al costat del seu marit al cementiri de Djursholm.

## Carrera musical
És considerada la compositora més destacada de cançons infantils a Suècia. Fou la primera (o de les primeres) a presentar la perspectiva de la nena en llibres destinats, normalment, per a nens, com ho va fer Astrid Lindgren als seus llibres. Gran part de l'obra d'Alice Tegnér, conjuntament amb la d'altres compositors/es es van publicar al llibre recull «Пой вместе с нами, мама!» ("Canta amb nosaltres, mare!").
No només va voler compondre cançons per a infants. A banda de les cançons infantils, que abracen gran part de la seva producció musical, va escriure altres obres vocals (per cor femení, masculí, cor mixt, corals, etc.), i, en menor quantitat d'instrumentals, de les quals en destaquen, sobretot, obres per a piano i violoncel/violí i sonates.
És una compositora que s'inspira en el folklore del seu país, de la música sueca i del treball de grans compositors referents per a ella com eren Felix Mendelssohn o Robert Schumann.

## Obres

### Música instrumental
- Courage, per a piano
- Madame X, per a piano
- Etude, Ess-dur, per a piano
- Etude (à la Chopin), per a piano
- Etude romantique, 1925, per a piano
- Sonat, 1901, per a violí i piano
- Långsam vals, 1923, per a violí i piano
- Melodi, per a violoncel i piano
- Romans, per a violoncel i piano
- Barnen dansa, per a violoncel i piano

### Musical vocal

#### Cançons d'estil nacional
- Hell, vårt land!, слова: Alice Tegnér
- Du svenska bygd, du hem i nord, слова: Birger Mörner
- Du ärorika fosterland, слова за: Bernhard Elis Malmström

#### Cançons per a infants
- Akta skogen (text: Disa Beijer)
- Asarumsdalen
- Barnen leka 'mamma och barn' (text traduït)
- Baka kaka
- Blåsippor (text: Anna Maria Roos)
- Borgmästar Munthe
- Bä, bä, vita lamm
- Dansa min docka
- Danslåt (text: Astrid Gullstrand)
- Ekorren (Ekorr’n satt i granen)
- Gud, som haver barnen kär
- Hemåt i regnväder (text: Zacharias Topelius)
- I skogen
- Julbocken (sång)|Julbocken
- Katten och svansen
- Klockan tolv (text: L. G. Sjöholm)
- Kring julgranen
- Lasse liten (text: Zacharias Topelius)
- Majas visa («När Lillan kom till jorden»)
- Marschlek
- Mors lilla Olle (text basat en el poema Stark i sin oskuld - Wilhelm von Braun)
- Mors namnsdag (text: Paul Nilsson)
- Månaderna
- Skogsblommorna till barnen (text: Elsa Beskow)
- Sockerbagaren
- Solvisa
- Solstrålen (text: Anna Virgin)
- Tre pepparkaksgubbar (text: Astrid Gullstrand)
- Tummeliten
- Ute blåser sommarvind
- Vart ska du gå (Vart ska du gå, min lilla flicka?)
- Videvisan (Sov, du lilla vide ung) (text: Zacharias Topelius)
- Årstiderna

#### Obres per a veu i piano
- Betlehems stjärna (Gläns över sjö och strand) (text: Viktor Rydberg)
- Jag är så glad, att jag är svensk (text: Paul Nilsson)
- Var är den vän, som överallt jag söker

#### Obres per a cor femení
- Ave Maria
- Birgittahymnen (Ros, den himmelsk dagg bestänker) (text: Nicolaus Hermanni, traducció: Johan Bergman)
- Du ringa stad
- Godnattsång
- Helige Ande
- I natten
- I skogen
- Julens gåva
- Julottan
- Kvällsång
- Lycksalighetens ö
- Min älskling
- O Betlehem
- O salve Regina
- Om natten
- Sköna klang
- Stjärnenatt
- Vid juletid

#### Obres per a cor masculí
- Hembygdssång (Hell dig vår hembygd), посвящено мужскому хору в Bureå (text: Karl Johan Åkerström)
- En idrottssång (Blåser en vårvind i Sverige) (text: Karl-Erik Forsslund)

#### Obres per a cor mixt
- Advent
- Betlehem
- Böljebyvals
- Dagg faller
- Ej med klagan
- En hymn till stjärnan
- Gör portarna höga
- Herren är min Herde
- Herren är mitt ljus
- Kvällssång
- Loven Gud i himmelsfröjd
- Loven Herren som i höjden bor
- Långfredagsmotett
- Min älskling
- Morgon och kväll
- Morgonsol och aftonstjärna
- O Betlehem
- Saliga
- Trettondagshymn (Mörker övertäcker jorden), 1898, per a cor mixt i orgue
- Vad rätt du tänkt

#### Cantates
- Kantat vid Anna Sandströms skolas femtioårsjubileum (Ännu i Humlegården)
- Kantat vid Börstils kyrkas invigning (Herre, giv vår längtan vingar!)
- Kantat vid invigningen af K.F.U.K:s byggnad 29.12.1907, (Gör portarna höga)
- Kantat vid invigningen av Östhammars kyrka 1925 (Allt är förgängligt)
- Kantat vid Kjellbergska skolans 100-årsjubileum 1935 (Ett sekels dagar svunnit)
- Kantat vid nyinvigningen av Lyceum för flickor i Stockholm 1939 (Sverige vår moder kära)
- Kantat vid Säbyholms-skolans (Sunnerdahls hemskolas) 25-års-fest 1936 (Vid sotig härd)

## Premis i reconeixements
- 1914 - Litteris et Artibus
- 1926 - Membre de la Swedish Royal Academy of Music (Kungliga Musikaliska akademien)
- 1929 - Primer premi a la revista Idun tonsättartävling